# Gainesville (ville, New York)
Pour les articles homonymes, voir Gainesville.
Ne doit pas être confondu avec Gainesville (village, New York).
Gainesville est une ville (town) du comté de Wyoming, dans l'État de New York, aux États-Unis,. En 2010, elle compte une population de 2 182 habitants.

## Démographie
Lors du recensement de 2010, la ville comptait une population de 2 182 habitants, tandis qu'en 2016, elle est estimée à 2 118 habitants.